# 동경 115도
동경 115도(東經115度)는 본초 자오선에서 동쪽으로 115도 떨어진 경선이다. 북극점에서 시작하여 북극해, 아시아, 인도양, 오스트랄라시아, 남극해, 남극을 거쳐 남극점에 이른다.
동경 115도는 서경 65도와 이어져 지구의 둘레를 이룬다.
동경 115도와 남위 60도선, 그리고 오스트레일리아 해안선을 기준으로 남태평양 비핵지대의 경계선이 된다.
북극점에서 남극점까지 동경 115도선은 다음 지역을 지나간다.
| 좌표                                                    | 나라, 지역, 해역 | 주석                                                                                          |
| ------------------------------------------------------- | ---------------- | --------------------------------------------------------------------------------------------- |
| 북위 90° 0′ 동경 115° 0′  / 북위 90.000° 동경 115.000°  | 북극해           |                                                                                               |
| 북위 78° 56′ 동경 115° 0′  / 북위 78.933° 동경 115.000° | 랍테프해         |                                                                                               |
| 북위 73° 38′ 동경 115° 0′  / 북위 73.633° 동경 115.000° | 러시아           | 사하 공화국 이르쿠츠크주 부랴트 공화국 자바이칼 지방                                          |
| 북위 50° 11′ 동경 115° 0′  / 북위 50.183° 동경 115.000° | 몽골             |                                                                                               |
| 북위 45° 24′ 동경 115° 0′  / 북위 45.400° 동경 115.000° | 중화인민공화국   | 내몽골 자치구 허베이성 허난성 산둥성 허난성 안후이성 – 약 18 km 허난성 후베이성 장시성 광둥성 |
| 북위 22° 42′ 동경 115° 0′  / 북위 22.700° 동경 115.000° | 남중국해         | 스프래틀리 군도를 통과함                                                                      |
| 북위 5° 2′ 동경 115° 0′  / 북위 5.033° 동경 115.000°    | 브루나이         | 보르네오섬                                                                                    |
| 북위 4° 53′ 동경 115° 0′  / 북위 4.883° 동경 115.000°   | 말레이시아       | 보르네오섬 사라왁주                                                                           |
| 북위 2° 22′ 동경 115° 0′  / 북위 2.367° 동경 115.000°   | 인도네시아       | 보르네오섬                                                                                    |
| 남위 4° 1′ 동경 115° 0′  / 남위 4.017° 동경 115.000°    | 자와해           |                                                                                               |
| 남위 7° 17′ 동경 115° 0′  / 남위 7.283° 동경 115.000°   | 발리해           |                                                                                               |
| 남위 8° 10′ 동경 115° 0′  / 남위 8.167° 동경 115.000°   | 인도네시아       | 발리섬                                                                                        |
| 남위 8° 32′ 동경 115° 0′  / 남위 8.533° 동경 115.000°   | 인도양           |                                                                                               |
| 남위 21° 27′ 동경 115° 0′  / 남위 21.450° 동경 115.000° | 오스트레일리아   | 웨스턴오스트레일리아주 시브너드섬                                                             |
| 남위 21° 28′ 동경 115° 0′  / 남위 21.467° 동경 115.000° | 인도양           |                                                                                               |
| 남위 21° 41′ 동경 115° 0′  / 남위 21.683° 동경 115.000° | 오스트레일리아   | 웨스턴오스트레일리아주                                                                        |
| 남위 30° 14′ 동경 115° 0′  / 남위 30.233° 동경 115.000° | 인도양           |                                                                                               |
| 남위 33° 40′ 동경 115° 0′  / 남위 33.667° 동경 115.000° | 오스트레일리아   | 웨스턴오스트레일리아주                                                                        |
| 남위 34° 6′ 동경 115° 0′  / 남위 34.100° 동경 115.000°  | 인도양           |                                                                                               |
| 남위 60° 0′ 동경 115° 0′  / 남위 60.000° 동경 115.000°  | 남극해           |                                                                                               |
| 남위 66° 28′ 동경 115° 0′  / 남위 66.467° 동경 115.000° | 남극             | 오스트레일리아령 남극 지역, 오스트레일리아가 영유권을 주장한다.                               |

## 같이 보기
- 동경 114도
- 동경 116도